# Папян, Асмик Арутюновна
Асмик Арутюновна Папян (арм. Հասմիկ Պապյան; род. 1961) — советская и армянская оперная певица. Газета The Washington Post назвала её «лучшей живой Нормой». Народная артистка Армении (2004).

## Биография
Родилась 2 сентября 1961 года в Ереване, Армянская ССР.
В 1982 году окончила Ереванскую государственную консерваторию им. Комитаса по классу скрипки, а в 1985 году — вокальный факультет (руководитель М. А. Арутюнян). Профессиональную карьеру Асмик Папян начинала в Ереванском оперном театре оперы и балета имени Спендиарова. Выступала в СССР и за рубежом. В 1993 году, после победы на нескольких международных конкурсах, была приглашена в Боннский оперный театр.
Асмик Арутюновна исполнила множество оперных ролей во многих театрах мира, среди которых: Донна Анна в «Дон Жуане», Рахиль в «Жидовке», Леонора в «Силе судьбы», Абигайль в «Набукко», Лиза в «Пиковой даме» и заглавные партии в «Тоске» и «Аиде» в Венской государственной опере; Абигайль в «Набукко» в миланской Ла Скала, роль Аиды в барселонском Театре дель Лисеу; Матильда в «Вильгельме Телле» и Лиза в «Пиковой даме» в парижской Опере Бастилии; Аида, Норма, леди Макбет и Леонора в «Трубадуре» в нью-йоркской Метрополитен-опере. Украшением репертуара певицы является партия Нормы в «Норме» Винченцо Беллини, которую она исполняла во многих городах Европы и в США.
За время своей артистической карьеры Асмик Папян выступала с выдающимися дирижёрами и многими мировыми оперными звёздами.
В настоящее время певица живёт в Вене и выступает на сцене Венской государственной оперы и Метрополитен-оперы. Периодически бывает с концертами на своей родине.

## Заслуги
- Асмик Папян была назначена культурным послом Армении в мире за её вклад в развитие армянской культуры.
- Удостоена звания Народной артистки Армении в 2004 году.
- В 2005 году по инициативе Католикоса всех армян Гарегина II была награждена орденом «Святые Саак и Месроп».
- Золотая медаль Министерства культуры Республики Армения (2017)[3].
- Почётный гражданин Гюмри (2012)